# Satyrium robustum
Satyrium robustum är en orkidéart som beskrevs av Rudolf Schlechter. Satyrium robustum ingår i släktet Satyrium och familjen orkidéer. Inga underarter finns listade i Catalogue of Life.